# Frederik van Palts-Vohenstrauß
Frederik van Palts-Vohenstrauß (Meisenheim, 11 april 1557 - Vohenstrauß, 17 december 1597) was van 1569 tot aan zijn dood hertog van Palts-Vohenstrauß. Hij behoorde tot de linie Palts-Zweibrücken van het huis Wittelsbach.

## Levensloop
Frederik was de vierde zoon van hertog Wolfgang van Palts-Zweibrücken en Anna van Hessen, dochter van landgraaf Filips I van Hessen. 
Na het overlijden van zijn vader in 1569 erfde hij het hertogdom Palts-Vohenstrauß, dat bestond uit de districten Flossenbürg, Floß en Vohenstrauß en het gedeelte van het district Parkstein-Weiden dat zich in Palts-Neuburg bevond. Wegens zijn minderjarigheid werd hij onder het regentschap geplaatst van zijn oudste broer Filips Lodewijk. In 1581 begon Frederik zelfstandig te regeren.
Op 26 februari 1587 huwde Frederik met Sophia van Liegnitz (1561-1608), dochter van hertog Hendrik XI. Ze kregen drie kinderen, die allen jong stierven: een dochter Anna Sophia (1588-1589) en een mannelijke tweeling George Frederik en Frederik Casimir (1590). 
Van 1586 tot 1593 liet hij in Vohenstrauß het Slot Friedrichsburg bouwen. Nadat hij er in 1593 ging resideren, kende het kleine oord Vohenstrauß een grote bloei. In december 1597 stierf Frederik op 40-jarige leeftijd, waarna hij op 21 februari 1598 werd bijgezet in de familiecrypte Sint-Maarten in Lauingen. Omdat hij geen overlevende nakomelingen had, gingen zijn bezittingen naar zijn broer Filips Lodewijk.